# Tanjung Raya (Teluk Dalam)
Tanjung Raya is een bestuurslaag in het regentschap Simeulue van de provincie Atjeh, Indonesië. Tanjung Raya telt 370 inwoners (volkstelling 2010).